# Serrat de les Fargues
El Serrat de les Fargues és un serrat del terme municipal de Bigues i Riells, en territori del poble de Riells del Fai.
Està situat a la part central-occidental del terme, al capdamunt del marge meridional de la vall del torrent del Villar, a migdia i damunt de la carretera BP-1432. Els seus límits són a llevant el Turó de Can Garriga i a ponent el Turó d'en Rossic. En el vessant meridional es troben les masies de Can Xifreda, a l'extrem de ponent, i de Can Garriga del Solell, a llevant.